# Kostel Nanebevzetí Panny Marie (Olbramkostel)
Kostel Nanebevzetí Panny Marie se nachází v centru obce Olbramkostel. Kostel je farním kostelem římskokatolické farnosti Olbramkostel. Jde o jednolodní renesančněbarokní stavbu s románskogotickým jádrem. Kostel je chráněn jako kulturní památka České republiky. Poblíž kostela stojí budova barokní fary z 18. století, dříve poblíž kostela stál i klášter a proboštství, tyto však zanikly v roce 1527.

## Historie
První písemná zmínka o kostele v obci Olbramkostel pochází z roku 1293, měl být postaven snad Olbramem ze Schenku. Kostel byl postaven v románském slohu a dobudován již ve slohu gotickém. Zřejmě roku 1593 byla postavena ke kostelu věž. V roce 1526 zaniklo prodejem statků proboštství a do bitvy na Bílé hoře v kostele pak působili luteráni, po třicetileté válce pak už opět katolící.
V roce 1719 byl kostel přebudován, v tomto roce byla ke kostelu přistavěna boční kaple svatého Isidora, ta byla budována v barokním slohu. Kostel byl také upraven v barokním slohu. Kostel pak byl upraven ještě v roce 1846, v tomto roce byla střecha kostela pokryta břidlicí a v roce 1863 byl kostel výrazně přestavěn a zvětšen. V roce 1905 byly pořízeny hodiny na věž a čtyři zvony do věže. Další čtyři zvony pak byly pořízeny v roce 1922, od roku 1921 byla celá obec a také kostel, kostelní hodiny a věž opraveny. Roku 1932 pak byl kostel elektrifikován a v roce 1942 byly kostelu rekvírovány pro válečné účely dva zvony.